# Los Angeles WCT 1982
Il Los Angeles WCT 1982 è stato un torneo di tennis giocato sul sintetico indoor. È stata la 1ª edizione del torneo che fa parte del World Championship Tennis 1982. Si è giocato a Los Angeles negli Stati Uniti dal 20 al 26 settembre 1982.

## Campioni

### Singolare maschile
Ivan Lendl ha battuto in finale  Kevin Curren con il punteggio di 7–6 7–5 6–1

### Doppio maschile
Kevin Curren /  Hank Pfister hanno battuto in finale  Andy Andrews /  Drew Gitlin con il punteggio di 4–6, 6–2, 7–5